# Guy Bacon
Pour les articles homonymes, voir Bacon.
Guy Bacon (né le 13 février 1936 à Trois-Rivières et mort le 24 décembre 2018 à Saint-Lambert) est un administrateur et un homme politique québécois. Il est le frère de la politicienne Lise Bacon. 

## Expérience politique
Élu en 1970 sous la bannière libérale dans Trois-Rivières, Guy Bacon est réélu en 1973 et défait en 1976.